# Дизайнерские наркотики

Основные классы дизайнерских наркотиков

Дизайнерские наркотики (англ. designer drugs, от to design — проектировать, разрабатывать), новые психоактивные вещества (НПАВ, НПВ, англ. new psychoactive substances, NPS), новые синтетические наркотики (НСН), «легальные наркотики» (англ. legal high) — психоактивные вещества, разрабатываемые с целью обхода действующего законодательства, синтетические заменители какого-либо натурального вещества, полностью воспроизводящие наркотические свойства последнего либо близкие, но не идентичные по строению вещества, как обладающие, так и не обладающие сходной фармакологической активностью. Как правило, представляют собой аналоги или производные уже существующих наркотиков, созданные путём изменений различного характера в их химической структуре, реже — путём создания качественно новых препаратов, обладающих свойствами уже известных наркотиков. Реализуются на чёрном и сером рынках.
Если наркотик сохранит способность воздействовать на рецепторы, он будет по-прежнему оказывать желаемое действие, но при этом не будет запрещён законом. Иначе говоря, специалист-химик может слегка изменить молекулу героина и получить новый наркотик с теми же свойствами. .

## История

### Россия

#### 2005—2009 годы
В России дизайнерские наркотики принято связывать в первую очередь с так называемыми курительными смесями, произведёнными главным образом в Китае, которые появились на российском чёрном рынке в 2005 году и к 2007 году обрели широкую популярность. Распространялись главным образом через Интернет (онлайн-магазины, объявления, специализированные форумы), а также свободно продавались в табачных киосках, магазинах курительных аксессуаров и т. д. К 2007 году оборот «курительных смесей», представленных многочисленными марками, достиг своего пика, смеси можно было без труда достать практически в любом уголке страны.
В январе 2009 года исследователи из Фрайбургского университета (Германия) выяснили, что активным веществом самой на тот момент популярной марки «курительных смесей» Spice является синтетический каннабиноид CP 47,497. До этого времени производители заявляли, что эффект курительных смесей вызывают натуральные компоненты — пустырник, клевер, шалфей и т. д., тем самым вводя в заблуждение потребителей. До проведения экспертиз содержание в смесях синтетических компонентов скрывалось.
После того как был раскрыт главный действующий компонент смесей, по всему миру стали приниматься законодательные меры, ограничивающие оборот синтетических каннабиноидов. В апреле 2009 года выходит постановление главного государственного санитарного врача России о запрете оборота ряда курительных смесей и ароматизаторов из-за содержания в их составе ядовитых веществ. В декабре 2009 года JWH-018 и ряд других синтетических каннабиноидов вносятся в список наркотических средств и психотропных веществ, оборот которых в Российской Федерации запрещён.
Одновременно с запретами на курительные смеси разворачивается активная пропагандистская деятельность в СМИ, в ходе которой многократно публикуются данные относительно состава, последствий употребления курительных смесей и количества летальных исходов, связанных с их употреблением.
В дальнейшем правительством были запрещены и другие синтетические каннабиноиды: JWH-250, JWH, RCS-4, RCS-8, ur-144.

#### 2011—2012 годы
Примерно к 2009 году на российский рынок легальных наркотиков начинают поступать всевозможные дизайнерские наркотики группы стимуляторов и энтактогенов. Несмотря на обилие фирменных названий, в состав новых дизайнерских наркотиков китайского и европейского производства чаще всего входили такие вещества, как 4-MMC (мефедрон), 5-APB, метилон, МДПВ, смешанные в различных пропорциях со вспомогательными веществами. Распространялись эти препараты в основном с помощью Интернета.
Дополнениями в Постановление Правительства РФ № 681 от 30 июня 1998 года от 22.06.2009 № 507, от 31.12.2009 № 1186, от 21.04.2010 № 255, от 03.06.2010 № 398, от 30.06.2010 № 486, от 29.07.2010 № 578, от 27.11.2010 № 934 практически все дизайнерские наркотики, находящиеся в обороте к этому времени, были внесены в Перечень наркотических средств, психотропных веществ и их прекурсоров, подлежащих контролю в Российской Федерации.
После многочисленных запретов, которые придали нелегальный статус большинству дизайнерских наркотиков, ситуация на чёрном рынке стала кардинально меняться. В 2011 и 2012 годах выходят новые запреты. К этому времени производители и продавцы практически полностью уходят от практики фирменных названий и агрессивного маркетинга, всё чаще новые вещества носят только условные кодовые названия — A9, Е2, MD, GR-01. Кроме того, меняются и способы реализации. Большая часть дизайнерских наркотиков реализуется посредством Интернета.
К 2010—2011 году основным источником информации по теме дизайнерских наркотиков, а также площадкой для их коммерческого распространения становятся специализированные интернет-форумы. К 2012 году некоторые из этих площадок становятся серьёзными игроками на рынке дизайнерских наркотиков, попадая в поле зрения СМИ, широкой общественности, а затем и правоохранительных органов.
В июле 2012 года принимается законопроект № 89417-6, ставший законом № 139-ФЗ (2012), предполагающий фильтрацию сайтов по системе чёрного списка и блокировку запрещённых интернет-ресурсов. В чёрный список попадают крупнейшие форумы и сайты, посвящённые психоактивным веществам.

### США

#### 1920—1930-е годы
После того как крупнейшие государства в 1925 году в рамках Международной конвенции по опиуму подписали соглашение об особом контроле за производством и распространением морфия, быстро начали набирать обороты производство и продажа диацетилморфина и других альтернатив морфину. Самыми заметными среди них стали дибензоилморфин и ацетилпропионилморфин, которые оказывали близкие к героину эффекты, но не попадали под запреты Конвенции. Для того чтобы контролировать оборот новых наркотиков, Комитетом по здравоохранению Лиги Наций был выпущен ряд резолюций. В конечном итоге, к 1930 году создаётся первое положение об аналогах, в котором устанавливается правовое регулирование всех эфиров морфина, а также оксикодона и гидроморфона.
Ещё одним примером использования дизайнерских наркотических веществ является употребление диэтилового эфира в качестве легальной альтернативы алкоголю в годы «сухого закона» в США.

#### 1960—1970-е годы
После массового распространения психоделика LSD-25 в 1960-х годах в мире растёт количество новых синтетических галлюциногенов. Так, в Сан-Франциско в 1967 году появляется новый сильный психоделик из класса замещённых амфетаминов DOM.
Конец 1970-х годов ознаменовался появлением на нелегальном рынке различных аналогов фенциклидина (PCP).
Данный этап в истории дизайнерских наркотиков характеризуется отсутствием чётких юридических принципов, позволяющих регулировать появление новых аналогов наркотических веществ. Несмотря на это, в некоторых случаях правоохранительным органам всё же удается наказать производителей и распространителей дизайнерских наркотиков. Так, в 1973 году Тим Скалли и Николас Санд были осуждены за создание ALD-52, химического аналога LSD-25. В суде было доказано, что для синтеза психоделика обвиняемые должны были использовать ЛСД, следовательно они работали с незаконной субстанцией, хотя само вещество, реализуемое химиками, и не попадало ни под один из запретов.

#### Начало 1980-х годов — 1990-е годы
Понятие «дизайнерские наркотики» появляется в 1980-х годах для обозначения различных синтетических опиоидных препаратов, главным образом на основе молекулы фентанила или мепередина (например α-метилфентанил), появившихся на чёрном рынке в качестве аналогов героина.
Один из таких препаратов — MPPP — иногда содержал примеси MPTP, вызывающего повреждения головного мозга, идентичные синдрому Паркинсона.
От случайной передозировки сильнейшего аналога героина — альфа-метилфентанила («Белый китаец») только в одной из областей России погибло около 100 человек.
Понятие «дизайнерские наркотики» обрело широкую популярность после массового распространения МДМА («экстази») в середине 1980-х годов. К этому времени правительство осознало своё бессилие в вопросах регулирования оборота и употребления подобных препаратов и приняло ряд законов, которые позволили американскому Управлению по контролю за распространением наркотиков (DEA) контролировать эту сферу. В частности, МДМА стал одним из первых препаратов, занесённых в I список наркотиков. В дальнейшем в этот список попали такие аналоги, как 2C-B, AMT, BZP и другие.
«Возрождение» метамфетамина в США в конце 1980-х — начале 1990-х годов стало серьёзной общественной проблемой. Усиление контроля за прекурсорами, призванное сократить домашнее (кустарное) производство наркотиков, в конечном итоге привело к появлению новых альтернатив существующим психостимуляторам, самыми заметными среди которых стали меткатинон и 4-метиламинорекс.

#### Конец 1990-х годов — 2004 год

Пакет с маркировкой «Не для употребления человеком»

В это время оборот дизайнерских наркотиков приобретает глобальные масштабы, чему во многом способствовало их распространение посредством Интернета. В это время появляется эвфемизм «вещества для исследований» (англ. «research chemicals»), введённый в оборот продавцами дизайнерских наркотиков (в частности, психоделиков семейства триптаминов и фенилэтиламинов). Концепция «веществ для исследований» заключалась в том, что реализация химических веществ, предназначенных якобы для научных исследований, а не для потребления человеком (маркированных соответственно), не попадает под действие закона США об аналогах наркотических препаратов. Несмотря на эти меры, DEA провело серию рейдов, в ходе которых были задержаны несколько компаний-поставщиков (JLF Primary Materials, RAC Research).
Самой известной операцией по задержанию распространителей дизайнерских наркотиков стала Операция Web Tryp, которая завершилась в 2004 году. В ходе операции были арестованы 10 человек, ликвидированы некоторые поставщики и распространители «веществ для исследований» в США, а также две компании, производившие наркотики в Индии и Китае. После операции многие интернет-магазины прекратили свою деятельность, несмотря на легальный статус их товаров в большинстве стран мира.
Многие психоактивные вещества, реализуемые в этот период под видом «веществ для исследований», имели химическое структурное сходство с такими веществами, как псилоцибин и мескалин. Теоретической базой для появления новых дизайнерских наркотиков явились обширные химические изыскания фармацевтических корпораций, университетов и независимых исследователей, проведённые на протяжении XX века. Одним из самых известных исследователей считается Александр Шульгин, представивший в двух своих главных трудах TiHKAL и PiHKAL синтез и описание действия сотен новых психоактивных веществ.
Большинство компаний, распространявших «вещества для исследований», поставляли их в виде порошка, так как распространение в форме таблеток могло быть признано незаконным из-за того, что данная форма может быть использована для употребления человеком. Активные дозы сильно варьировались в зависимости от вещества, от нескольких микрограммов до нескольких сотен миллиграммов. Необходимость точного измерения правильной дозировки в некоторых случаях игнорировалась, некоторые потребители пытались найти эффективную дозу опытным путём, что вызывало негативные эффекты после употребления психоактивных веществ, реже — летальный исход. Случаи смерти от передозировки новыми препаратами как правило приобретали большой резонанс в СМИ, что и привело в конечном итоге к запрету большинства дизайнерских наркотиков.
Некоторые вещества, такие как 2C-B и 5-MeO-DiPT, выпускались в форме таблеток и обрели широкую популярность на чёрном рынке.

#### 2005—2011 годы
В этот период появляется множество новых дизайнерских наркотиков, включающих большое разнообразие новых психостимуляторов (МДПВ, MDMС, 4-MMC), а также психоделиков, депрессантов (такие как метилметаквалон и premazepam) и энтактогенов.
Особую популярность с середины 2000-х годов получают синтетические каннабиноиды, входящие в состав так называемых «курительных смесей». Основным действующим веществом подобных смесей чаще всего являлось соединение JWH-018. На смену каннабиноидам (CP 47,497, HU-210) и JWH-018 впоследствии пришли RCS-4, RCS-8, АВ-001 и многие другие. В 2008—2009 гг. были проведены экспертизы, в ходе которых выяснилось, что своим психоактивным эффектом «миксы» обязаны не растительным компонентам, как утверждали их производители, а синтетическим веществам. После этого во многих странах были приняты первые законодательные акты, запрещающие синтетические каннабиноиды.

## Исследования
По неизвестным причинам в ряде регионов России, в том числе в Московском регионе в Экспертно-криминалистический центр МВД России проводятся только химические анализы, позволяющие лишь выяснить формулу вещества и попадание/непопадание её в список наркотических. Фармакологические же исследования новых веществ на живых организмах не включены в перечень проводимых операций.
При этом в ряде других регионов России (например в Пермской Фармакологической Академии) существуют и технологии и практика, позволяющие успешно доказывать принадлежность новых формул аналогам наркотических веществ.
Данные клинических исследований по употреблению катинонов MDPV, известных под именем «солей для ванн», а также курительных смесей, известных под именами «Курительные миксы», «Арома миксы», «Спайс» и пр., содержащих синтетические каннабиноиды JWH-18, JWH-205 и его вариаций, неизменно доказывают связь между их употреблением и симптомами длительных психотических состояний и психозов.

## Правовое регулирование
Процесс оперативного регулирования и запрета новых дизайнерских наркотиков представляется достаточно проблематичным с юридической точки зрения, в особенности когда речь заходит о наркотиках, которые появляются непосредственно после принятия законодательных мер с целью заменить недавно запрещённые вещества. В различных странах данная проблема решается по-разному. Примечательно, что в разных регионах России проблема также решается по-разному.

### В Российской Федерации
Пункт 4 статьи 14 Федерального закона № 3-ФЗ «О наркотических средствах и психотропных веществах» от 8.01.1998 г. предусматривает, что оборот аналогов наркотических средств и психотропных веществ в Российской Федерации запрещается. В Список I наркотических средств включены также производные некоторых наркотических средств и психотропных веществ. Согласно информационному письму ФСКН России «О производных наркотических средств», для решения вопроса отнесения появляющихся в обороте так называемых «дизайнерских наркотиков» к производным необходимо и достаточно установления наличия в химической структуре исследуемого вещества «базовой» части молекулы указанных наркотических средств или психотропных веществ, в которой один или несколько атомов водорода замещены на другие атомы (например, алкил-, алкенил-, галогеналкил-, арил-, ацил-, амино-, алкиламино-, алкилтио-, алкилокси-, гидрокси-, карбонильная группа).
В отдельных регионах, где проводятся фармакологические исследования, у правоохранительных органов существует механизм привлечения наркодилеров по статье 228 УК РФ.

### В других странах
В 1986 году в США была внесена поправка в Акт о контролируемых веществах, которая сделала возможным превентивно запрещать производство, распространение и хранение новых веществ, химически и фармакологически аналогичных запрещённым веществам из Списка I и Списка II.
В Швеции полиция и таможенная служба имеют право изымать вещества, не входящие в списки наркотиков, если есть подозрения, что данные вещества имеют отношение к нелегальному обороту наркотиков. По решению прокурора изъятые вещества могут быть уничтожены.
Правительство Австралии пошло по другому пути и осуществило обширный запрет веществ только на основе их химической структуры. Данный запрет делает нелегальными многие вещества ещё до их создания. Федеральный Закон об аналогах, подлежащих контролю, а также законодательные акты отдельных штатов, например Нового Южного Уэльса, используют принцип, при котором под запрет попадают миллионы несуществующих химических соединений только на основании отдалённого сходства с запрещёнными наркотиками. С другой стороны, закон не распространяется на вещества, которые не имеют структурного сходства с запрещёнными наркотиками, даже если они производят схожие эффекты.

## Распространённые названия
В Великобритании многие популярные дизайнерские наркотики, как, например, мефедрон, позиционировались в качестве «солей для ванн» или удобрений для растений, несмотря на то, что данные соединения никогда не использовались в подобных целях.
В США мефедрон, метилон и МДПВ также продавались под видом «солей для ванн» и удобрений, в упаковках с маркировкой «не для употребления человеком». Как уже говорилось выше, такими способами производители и продавцы дизайнерских наркотиков пытались обойти Федеральный Закон об Аналогах, запрещающий препараты, схожие по существу с уже классифицированными наркотиками и предназначенные для употребления человеком.
В России дизайнерские наркотики, в частности, синтетические каннабиноиды, примерно с 2005 года и до настоящего времени позиционируются как «курительные смеси», «курительные миксы», «благовония», «ароматические смеси», «специи» и «пряности». Распространённым названием для дизайнерских наркотиков, выпускаемых в виде порошков, стали «соли для ванн», «легальные порошки» и просто «соли».

## Список
Некоторые перечисленные вещества являются структурными аналогами триптаминов или фенилэтиламинов, однако существует также и множество других, совершенно не связанных психоактивных веществ, которые также могут рассматриваться как часть группы. Психоактивность и другие фармакологические свойства этих веществ не всегда возможно определить исходя из структурного анализа. Многие вещества обладают схожими эффектами, в то время как их структуры различаются, и наоборот, в соответствии с парадоксом Количественного соотношения структура-активность.
Отсутствие официально принятых наименований и различные региональные названия одних и тех же веществ — всё это может привести к путанице, которая представляет определённую опасность для потребителей дизайнерских наркотиков.

### Опиаты
- α-метилфентанил, «белый китаец», сильнейший аналог героина;
- парафторофентанил;
- 3-метилфентанил, чрезвычайно мощный опиоид, предположительно применялся при штурме Театрального центра на Дубровке в Москве в 2002 году;
- MPPP (дезметилпродин), в некоторых случаях содержал в примесях свой метаболит МФТП, способный вызывать необратимый паркинсонизм после однократного употребления[56];
- 4'-нитрометофолин;
- O-дезметилтрамадол;
- нортилидин;
- 4,4-дифенил-6-(пирролидин-1-ил)-гептан-3-он, пирролидиновый аналог дипипанона и фенадоксона;
- AH-7921;
- Этометазен.

### Психоделики

#### Лизергамиды
- ALD-52, N-ацетил-LSD предположительно активное вещество «Orange Sunshine» — аналога LSD 1960-х годов;
- ETH-LAD;
- AL-LAD;
- PRO-LAD;
- LSB;
- LSZ;

#### Триптамины
- 4-ацетокси-DiPT, N, N-диизопропил-4-ацетокситриптамин;
- 4-ацетокси-DMT, 4-ацетокси-диметилтриптамин;
- метоцин (4-HO-MET), 4-гидрокси-N-метил-N-этилтриптамин;
- 4-HO-MiPT, 4-гидрокси-N-метил-N-изопропилтриптамин;
- 5-MeO-AMT, 5-метокси-альфа-метилтриптамин;
- 5-MeO-DiPT, 5-метокси-диизопропилтриптамин (также известный как «Foxy» или «Foxy Methoxy»);
- 5-MeO-MiPT, 5-метокси-метилизопропилтриптамин;
- DiPT, N, N-диизопропилтриптамин;
- DPT, N, N-дипропилтриптамин;
- 5-MeO-DALT (N-аллил-N-[2-(5-метокси-1H-индол-3-ил)этил]проп-2-эн-1-амин).

#### Фенилэтиламины
- 2C-C, 2,5-диметокси-4-хлорфенетиламин;
- 2C-D, 2,5-диметокси-4-метил-фенилэтиламин;
- 2C-E, 2,5-диметокси-4-этил-фенилэтиламин;
- 2C-G, 3,4-диметил-2 ,5-диметоксифенэтиламин;
- 2C-I, 2,5-диметокси-4-йодофенетиламин;
- 2C-T-2, 2,5-диметокси-4-этилтиофенэтиламин;
- 2С-Т-4, 2,5-диметокси-4-(i)-пропилтиофенэтиламин;
- 2C-T-7, 2,5-диметокси-4-(n)-пропилтиофенэтиламин;
- 2C-T-21, 2,5-диметокси-4-(2-фтороэтилтио)-фенэтиламин;
- 2CB-FLY, 8-бромо-2,3,6,7-бензо-дигидро-дифуран-этиламин;
- Bromo-DragonFLY, 1-(4-бромофуро[2,3-f][1]бензофуран-8-ил)пропан-2-амин;
- DOB, 2,5-диметокси-4-бромоамфетамин;
- DOC, 2,5-диметокси-4-хлороамфетамин;
- DOI, 2,5-диметокси-4-йодоамфетамин;
- DOM, 2,5-диметокси-4-метиламфетамин;
- TMA-2, 2,4,5-триметоксиамфетамин;
- TMA-6, 2,4,6-триметоксиамфетамин;
- NBOMe-2C-C, 25C-NBOMe, «Pandora»;
- NBOMe-2C-I, 25I-NBOMe, «Solaris»;
- NBOMe-2C-D, 25D-NBOMe, «Divination».
- МДМА («экстази»), 3,4-метилендиокси-N-метамфетамин

### Диссоциативы
- 3-MeO-PCP;
- 4-MeO-PCP;
- дизоцилпин (MK-801; (+)-5-метил-10,11-дигидро-5H-дибензо[a, d]циклогептен-5,10-имин);
- этилциклидин (PCE, CI-400, N-этил-1-фенилциклогексиамин);
- метоксетамин (2-(3-метоксифенил)-2-(этиламино)циклогексанон);
- PCPr (N-пропил-1-фенилциклогексиамин);
- ролициклидин (PCPy, 1-(1-фенилциклогексил)пирролидин);
- теноциклидин (TCP, 1-(1-(2-тиенил) циклогексил)пиперидин);
- 3-MeO-PCE (2-(3-метоксифенил)-2-(этиламино)циклогексан);
- этилкетамин (2-(2-хлорфенил)-2-(этиламино)циклогексанон);
- иетоксикетамин (2-(2-метоксифенил)-2-(метиламино)циклогексанон).

### Пиперазины
- BZP, 1-бензилпиперазин;
- mCPP, 1-(3-хлорфенил)пиперазин;
- MeOPP, 1-(4-метоксифенил)пиперазин;
- pFPP, 1-(4-фторфенил)пиперазин;
- TFMPP, 3-трифторометилфенилпиперазин, единственный препарат, внесённый в США в Список наркотиков I, а затем получивший легальный статус, из-за того, что DEA не смог доказать необходимость постоянного нахождения препарата в списке.

### Эмпатогены
- 4-MTA, 4-метилтиоамфетамин;
- 5-Me-MDA, 5-метил-3,4-метилендиоксиамфетамин;
- 5-APB, 5-(2-аминопропил)бензофуран;
- 6-APB, 6-(2-аминопропил)бензофуран;
- AET, α-этилтриптамин;
- бутилон, β-кето-N-метилбензодиоксолилпропиламин;
- этилон, 3,4-метилендиокси-N-этилкатинон;
- 5-APDI, (±)-1-(2,3-дигидро-1H-инден-5-ил)пропан-2-амин;
- MBDB, 1,3-бензодиоксолил-N-метилбутанамин;
- MDAT (5,6,7,8-тетрагидробензо [е] [1,3] бензодиоксол-7-амин);
- MDEA, 3,4-метилендиокси-N-этиламфетамин;
- метилон, 3,4-метилендиокси-N-метилкатинон;
- MMA, 3-метокси-4-метиламфетамин;
- PMA, особо опасное производное амфетамина, ставшее причиной нескольких смертей;
- PMMA, сходно с PMA;
- PMEA, также сходно с PMA.

### Стимуляторы
- α-пирролидинопропиофенон (α-PPP);
- α-пиролидинопентиофенон (α-PVP);
- 2-фторамфетамин;
- 3-фторамфетамин;
- 4-фторамфетамин;
- 4-метиламинорекс (4-MAR);
- буфедрон
- камфетамин (N-метил гомолог фенкамфамина);
- дезоксипипрадол;
- диметокаин;
- дифенилпролинол;
- эткатинон;
- этилфенидат;
- флефедрон (4-FMC), и 3-фтор-изомера 3-FMC;
- МДПВ, метилендиоксипировалерон, известный как «соль для ванн»;
- мефедрон, 4-метилметкатинон;
- метедрон;
- метиопропамин;
- нафирон;
- пентедрон;
- пентилон

### Седативные
- 1,4-бутандиол, ещё один аналог GHB;
- 2-метил-2-бутанол, более мощный аналог этанола;
- GBL, гамма-бутиролактон, одновременно прекурсор и аналог GHB;
- GHV, гамма-гидроксиалериановой кислоты (4-метил-GHB);
- GVL, гамма-валеролактон;
- метилметаквалон, аналог метаквалона;
- меброквалон;
- бензилбутилбарбитурат;
- феназепам, бензодиазепин, который не занесён в список Convention on Psychotropic Substances и поэтому не подлежит международному контролю;
- премазепам;
- этизолам.

### Каннабиноиды

#### Бензоилиндолы
- AM-630;
- AM-679;
- AM-694;
- AM-1241;
- AM-2233;
- RCS-4.

#### Нафтоилиндолы
- AM-1220;
- AM-1221;
- AM-1235;
- AM-2201;
- AM-2232;
- JWH-007;
- JWH-015;
- JWH-018;
- JWH-019;
- JWH-073;
- JWH-081;
- JWH-098;
- JWH-116;
- JWH-122;
- JWH-149;
- JWH-182;
- JWH-193;
- JWH-198;
- JWH-200;
- JWH-210;
- JWH-398;
- JWH-424;
- MAM-2201.

#### Циклогексилфенолы (неклассические каннабиноиды)
- CP 47,497 и его (C8) гомолог каннабициклогексанол;
- CP 55940;
- HU-308.

#### Фенилацетилиндолы
- JWH-167;
- JWH-203;
- JWH-250;
- JWH-251;
- JWH-320;
- RCS-8.

#### Адамантоилиндолы
- AB-001;
- AM-1248.

#### Нафтилметилиндолы
- JWH-175;
- JWH-184.

#### Нафтоилпиролы
- JWH-030;
- JWH-307.

#### Нафтилметилидены
- JWH-176.

### Анаболические стероиды
- мадол (дезоксиметилтестостерон, иногда называют «DMT», не путать с диметилтриптамином);
- метастерон;
- норболетон;
- простанозол;
- THG.

### Эйфоретики
мефедрон, 4-метилметкатинон;
Синтетический аналог кокаина и МДМА
МДМА («экстази»), 3,4-метилендиокси-N-метамфетамин